# Paradarisa consonata
Paradarisa consonata là một loài bướm đêm trong họ Geometridae.